# 斯特德特島
斯特德特島（英語：Stedet Island）是南極洲的島嶼，位於麥克羅伯特森地，處於法拉崖以北的烏特斯蒂卡爾灣，根據挪威探險隊拍攝的空中照片繪入地圖，現時由南極條約體系管理。